# Nové Hutě

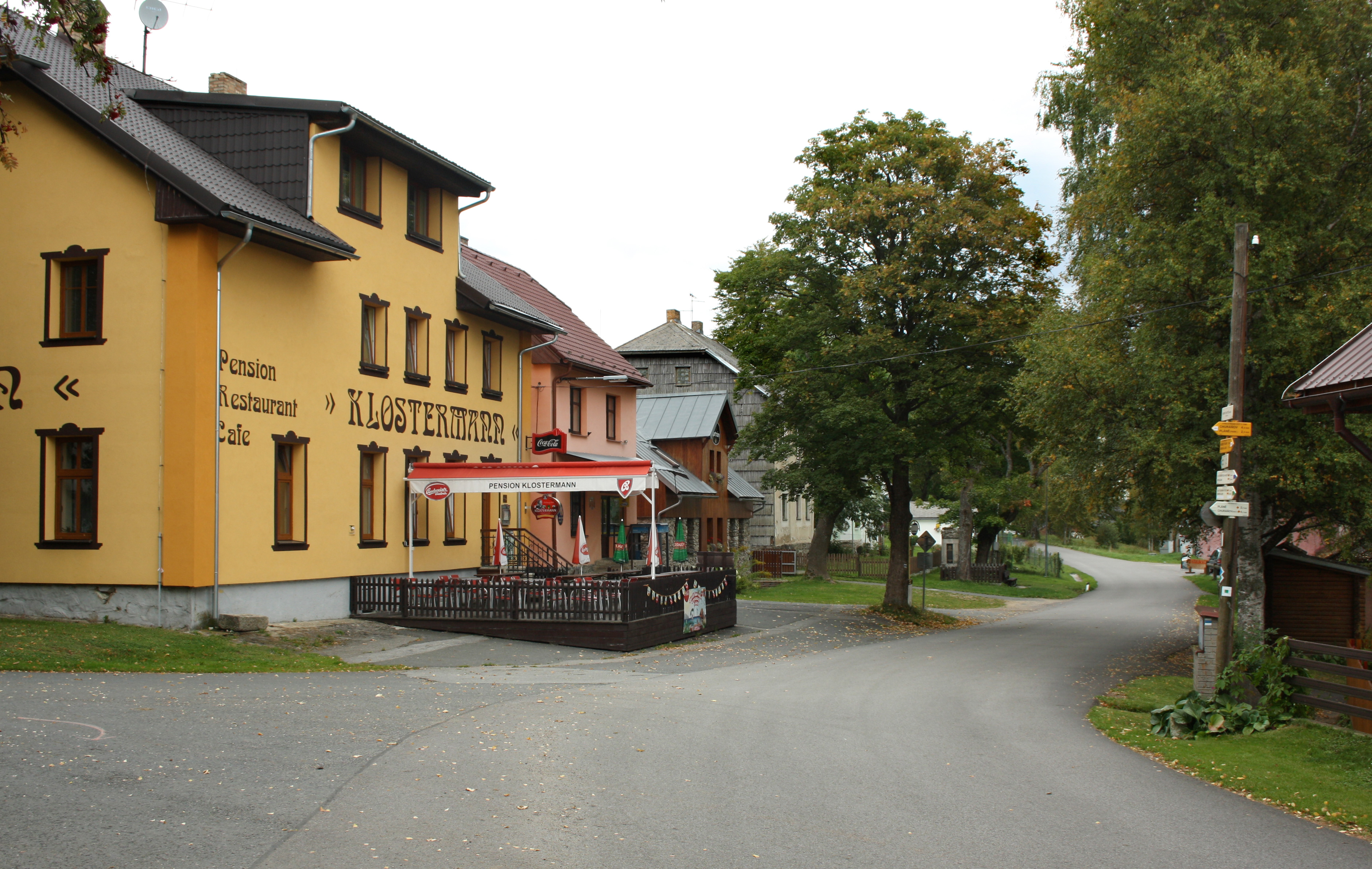
Hauptstraße

Nové Hutě (deutsch Kaltenbach) ist eine Gemeinde mit 93 Einwohnern (1. Januar 2004) in Tschechien.

## Geographie
Nové Hutě liegt elf Kilometer westlich von Vimperk auf einer Höhe von 1025 m ü. M. im Böhmerwald am Studený potok (Kaltenbach), einem Zufluss des Vydří potok (Thierbach). Der Ort am Osthang des 1219 m hohen Přilba (Helmit) ist ein bedeutendes Wintersportzentrum Tschechiens.

## Geschichte
Die Ortschaft entstand aus mehreren Glasmachersiedlungen im Tal des Kaltenbaches sowie der Warmen Moldau.
1686 errichtete der Glashüttenmeister Johann Pock die erste Glashütte und Siedlung am Kaltenbach, zu der auch der Schafferhof gehörte. Da die Kapazität der Pock-Hütte nicht ausreichte, wurde vor 1749 eine weitere Glashütte angelegt – die spätere Althütte. Die dritte Glashütte war die 1802 gegründete Biertopfhütte; sie lag im Tal der Warmen Moldau und war nach dem Biertopf-Felsen (Pivní hrnec) benannt. Eine weitere Glashütte entstand auf der Planie; sie war 1788 an Franz Denk und danach bis 1799 an Ferdinand Abel verpachtet. Eingepfarrt waren die Glasmachersiedlungen zu Pfarrkirche St. Peter und Paul in Klein Zdikau. 1818 erfolgte der Zusammenschluss der Siedlungen zu einer Gemeinde Kaltenbach.
1825 ließ Johann Meyr von Meyrswalden eine neue Glashütte anlegen, die zur Unterscheidung von der Althütte als Neuhütte bezeichnet wurde. Nach der Übernahme der Neuhütte durch die Firma Meyr’s Neffe wurde sie als Meyrhütte weitergeführt.
1852 gründete der Besitzer der Grundherrschaft Groß Zdikau, Franz von Thun und Hohenstein, am Biertopf die Siedlung Franzensthal. Am 6. Oktober 1860 wurde die gesamte Gemeinde ins deutschsprachige Siedlungsgebiet zur Pfarrkirche St. Martin in Neugebäu umgepfarrt.
Die Meyrhütte wurde 1876 abgebrochen, an ihrer Stelle errichtete Michael Fuchs eine Holzwarenfabrik. 1887 endete auch die Produktion der Franzensthaler Glasfabrik.
Zur Streusiedlung Kaltenbach gehörten die Häusergruppen Althütte, Bockhütte, Böhmhäuser, Franzensthal (anteilig), Froschau, Granitz, Planie und Neuhütte, auch als Unterkaltenbach bezeichnet. 1930 lebten im Ort 1724 vorwiegend deutschsprachige Einwohner. In Franzensthal befand sich während des Zweiten Weltkrieges eine unterirdische Fertigungsstätte der Messerschmitt AG, die 1941 in der ehemaligen Papierfabrik unter dem Tarnnamen Möbelwerke Franzensthal errichtet wurde.
1945 bestand die Gemeinde aus 215 Wohnhäusern. 1945/46 wurden die meisten deutschsprachigen Bewohner vertrieben. Heute besteht der Ort größtenteils aus Ferienhäusern.

## Gemeindegliederung
Für die Gemeinde Nové Hutě sind keine Ortsteile ausgewiesen. Nové Hutě besteht aus den Ortslagen České Chalupy (Böhmhäuser), Františkov (Franzensthal), Nové Hutě (Neuhütte), Pokovy Hutě (Bockhütte), Staré Hutě (Althütte) sowie den Wüstungen Dolní Granitz (Untergranitz), Horní Granitz (Obergranitz), Pláně (Planie) und V Žabách (Froschau).

## Söhne und Töchter der Gemeinde
- Wilhelm Kralik von Meyrswalden (1806–1877), böhmischer Glasfabrikant
- Otto Herbert Hajek (1927–2005), Maler und Bildhauer

## Bilder

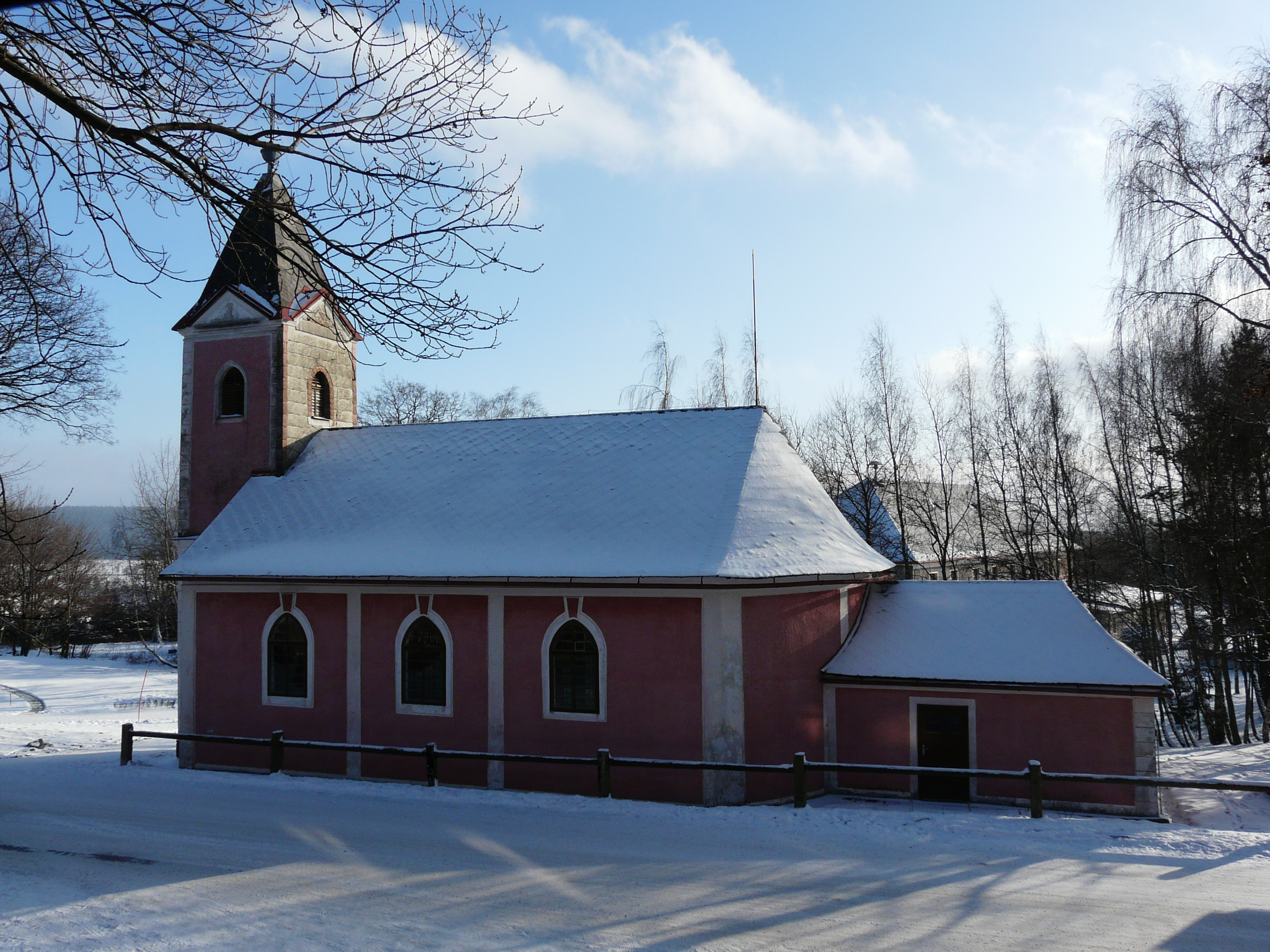
Kirche
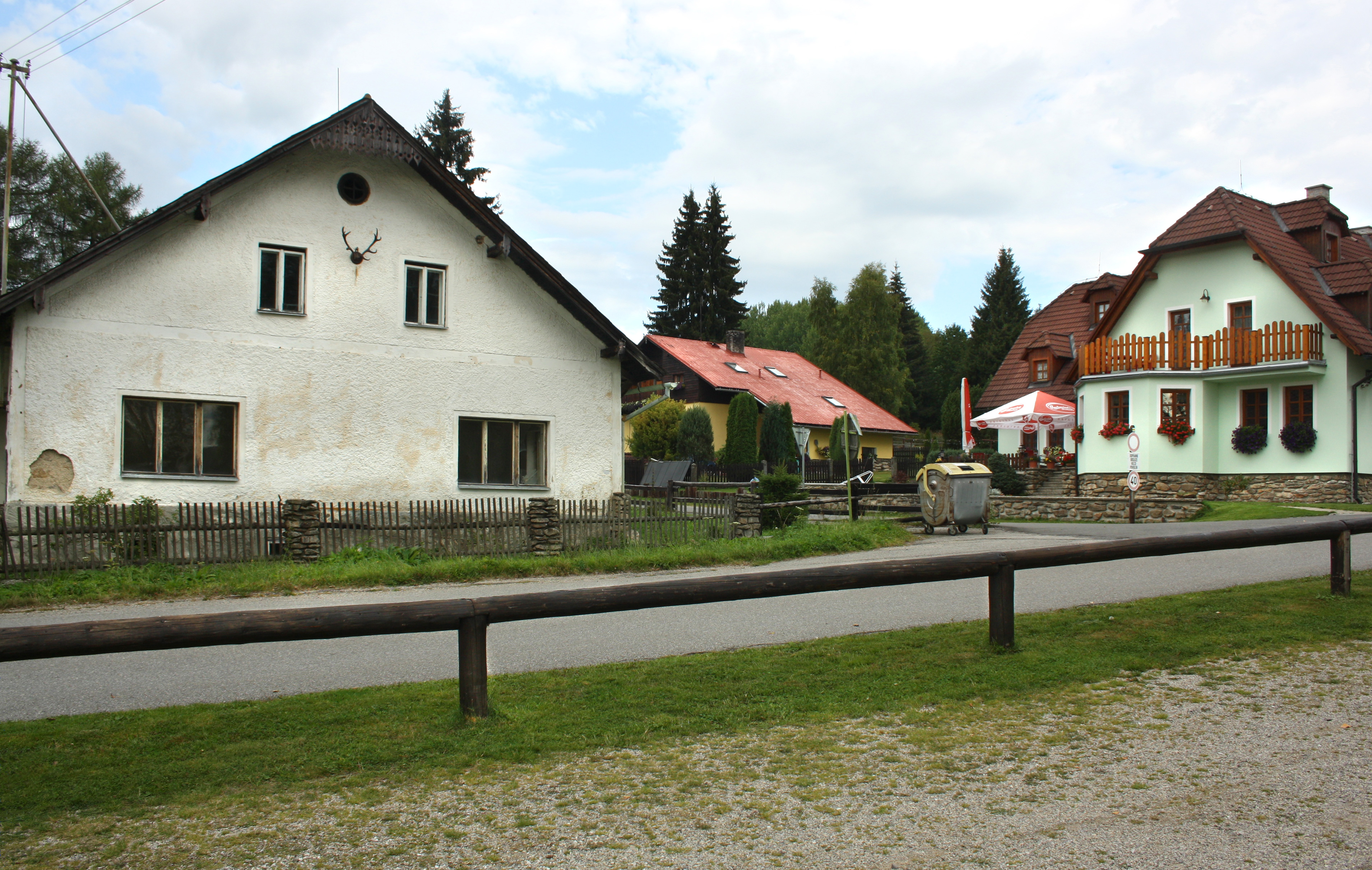
Ortslage České Chalupy